# 性感帶

在性學研究中，性感帶、性敏感帶、性敏感部位指人體的某些具有較敏銳的感受的部位，當其受到某種程度的肢體接觸時，能使個體獲得喚起情慾、幻想或興奮等感受，以至高潮等反應。性敏感部位的定義範圍並不限於外生殖器或生理上的第二性徵，也包括其他非局部的身體部位，但具體特定部位的敏感程度則因各人而異，有些感受的性喚起程度從輕微到強烈都有，但另一些人可能感覺不適或厭惡。

## 概述
身體上的性敏感部位可以其皮膚、毛髮和神經的分佈來分類。
有一類敏感部位的皮膚類似一般有毛髮的皮膚，神經和毛囊的密度正常。這類部位包括頸部的側面及背面、手臂內側、腋下及胸部的兩側等。搔癢及非預期的動作會加強其反應。
另一類敏感部位直接和性反應有關，包括嘴唇、生殖器部位附近的會陰、男性龟头的包皮及冠狀溝、女性的陰蒂及女陰其他部位等。其上皮細胞有明顯的表皮突，而且其神經比正常皮膚更接近皮膚的外表。
除此之外，尚有其他非局部區域的性敏感部位，能使個體感受相當性愉悅，如心智（mind）是其中之一：表示伴侶之間的交心，包括言語或其他非言語形式的溝通在內，在精神上彼此更貼近、互相瞭解。特別是對於有些人而言僅僅透過某些心理上或哲學性的對談而能由理入情——先能交心，後能調情。

## 頭

### 口
嘴唇及舌頭非常敏感，親吻、舌吻或是舔這些部位都會產生快感，有時咬嘴唇也可以產生性刺激。

### 頸
男性及女性的頸部、鎖骨部位及頸部後部都相當敏感，舔、親吻或輕撫均可產生性刺激。也有些人喜歡輕咬或是吸吮此部位，因此造成吻痕"。

### 耳
有些人感覺耳邊的輕聲細語或是輕輕吹氣會讓人很舒服，也有人喜歡舔、咬、輕撫或是親吻耳朶，特別是耳垂或是耳垂後方的部位。

## 身躯

### 胸部
胸部除了乳房的皮下脂肪與結締組織外，胸大肌、胸小肌與前鋸肌對於性敏感度都有相當大的影響，正中的胸肌也多少有相關感應。胸大肌從胸前的肋骨起始，終止於上臂肱骨的內側。前鋸肌從胸前的肋骨起始，終止於肩胛骨內側邊緣。

### 腹肚及腿部
大腿在触摸时亦有其敏感度。对一些人而言在腿部後方与膝盖後方作势呵痒的动作亦有相当敏感度。
許多人发现对腹部的爱抚感觉亦相当愉悦，特别是接近恥骨（或恥丘）的區域。无论男女在腹部的爱抚均强烈有助於性唤起，甚至一些人的感受更超过性器官的抚慰。肚脐是各种高度敏感部位的其中之一。在1982年研究中，Prudence Glynn形容腰部是处女地的象徵，是男人对一个女人跨越寻常友谊之外的第一个接触的处女地。
肚脐及其以下区域，当以手指或以舌尖接触时会导致性敏感的产生。1985年在接受SPIN杂志专访时提到：“當我用指頭抵住下腹底部時，我感到身體當中有一陣顫動冲向背脊。”一些研究认为肚脐与生殖器部位有着相同的组织根源，使得某些人对肚脐的爱抚，会连带引起生殖器部位感受到明显的挑逗与兴奋感。

## 生殖器

### 男性
性感帶在男性生殖器部份包括龜頭和陰莖兩側、龜頭上側、陰囊的前側、陰囊和肛門之間的會陰、以及肛門附近。
Cold及Taylor在1999年引用Winkelmann在1959年的論文．認為包皮也是敏感帶之一，但Alanis及Lucidi在2004年認為這只是推测、非證實的說法。在肛門附近的前列腺可以透過直腸或是在肛門附近施加壓力來刺激。有經歷過前列腺或精囊性刺激的男性其描述類似女性刺激G點的感受。

### 女性
性感帶在女性陰部的部份則包括部份的女陰，尤其是陰蒂。陰道也有神經末梢的集中，若在性活動中用該女性喜歡的方式刺激時，也可以帶來性愉悅的感受。不過陰道的神經末梢集中在前面的三分之一，因此這部份會比後面的三分之二要敏感。
在陰道前壁有一個有稜紋的較粗糙組織，其質感類似腭或是覆盆子，當性興奮時會充血，這稱為尿道海綿體，也可能是在G點的位置，後面是一個陰道中豆形區域，有些女性反應G點有受到刺激時，會帶來強烈的性刺激，性高潮甚至會有潮射現象。。因為似乎每個女性G點的位置會有不同，而且似乎不是每個女性都有G點，科學家對於G點是否存在以及其組織是否有差異性仍有爭議，有些科學家認為這只是陰蒂的延伸。
「陰道前穹性感帶」（AFE）位在子宮頸前側的陰道壁。在女人性慾發達的第三階段（一般約從阴茎进入後15分钟），接觸到這個區域能產生更深歡愉的高潮感，稱為“子宮頸性感”或“腹膜性感”。

## 足部與腳趾
由於神經末梢集中分布在人腳底部和腳趾（並可能由於腦部處理感知腳部觸覺與性部位觸覺的區域相鄰近）這些部位被撫觸的感受對一些人可能是愉悅的。很多人最怕腳部被搔癢，特別是腳底下。